# 주 희왕
주 희왕(周 僖王)은 주나라의 제16대 왕(재위: 기원전 681년 ~ 기원전 677년)이다. 성은 희(姬), 이름은 호제(胡齊)이다. 주 장왕의 아들이다.

## 생애
장왕의 장자로 태어나지만 장왕의 총애를 받지 못하였다. 기원전 679년, 진 무공이 진을 멸망 시킨 후, 진의 보기를 희왕에게 헌상했고 희왕은 그를 진국 군주로 봉해 제후의 반열에 올렸다.
| 전 임 아버지 장왕 타 | 제16대 주나라의 왕 기원전 681년 ~ 기원전 677년 | 후 임 아들 혜왕 랑 |